# Cá hồi trắng hồ
Cá hồi trắng hồ (danh pháp hai phần: Coregonus clupeaformis) là một loài cá thuộc chi Cá hồi trắng trong họ Cá hồi. Loài này được tìm thấy gần như khắp Canada và một số khu vực của phía bắc Hoa Kỳ, bao gồm tất cả các hồ của Ngũ Đại Hồ. Đây là loài cá có giá trị thương mại. 

## Mô tả

### Đặc điểm
Cá hồi trắng hồ thường có màu bạc trắng với màu ô liu cho đến màu xanh lục nhạt hoặc nâu ở lưng, vây bụng màu trắng và đuôi có viền sau sẫm màu, vây đuôi chẻ đôi khiến cá hồi trắng hồ bơi rất nhanh. Chúng có mõm nhô ra hàm dưới ngắn, miệng thấp. Đặc điểm nổi bật của cá này là có hai nắp nhỏ trong mỗi lỗ mũi.

### Kích thước
Kích thước cá hồi trắng hồ có thể đạt tới 17 đến 22 inch và trọng lượng trung bình từ 1,5 đến 4 pound (có thể lên tới 5 pound, tương đương 2,3 kg). Chúng được tìm thấy trong các hồ nước ngọt, nơi chúng ưu thích là nước sâu, lạnh.

### Môi trường sống
Cá hồi trắng hồ là cá nước lạnh. Chúng được tìm thấy ở một số lượng lớn các hồ nội địa và được biết mọt số đã xâm nhập vào vùng nước lợ. Chúng phân bố từ Alaska và miền tây Canada đến hệ thống thoát nước ven biển Đại Tây Dương của Maine và ở New Brunswick về phía bắc đến Labrador.

### Sinh sản
Cá hồi trắng hồ đẻ trứng từ tháng 9 đến tháng 1 ở độ sâu 2-4 mét vào ban đêm. Vào mùa thu, cá hồi trắng hồ trưởng thành vào vùng nước nông để đẻ trứng trên bãi đá vụn và sỏi, trứng không được cá bố mẹ chăm sóc. Vào mùa xuân năm sau, con non sẽ nở. Ở tây bắc Canada, một lượng lớn cá hồi di cư đến đồng bằng sông Athabasca vào cuối mùa hè và di chuyển ngược dòng sông Athabasca. Quảng đường di chuyển dài nhất từng được ghi nhận của một con cá hồi thịt trắng được dán nhãn đánh dấu là 388 km (241 dặm), từ Fort McMurray đến bờ biển phía bắc của hồ Athabasca ở Alberta, Canada.

### Chế độ ăn
Cá ở giai đoạn ấu trùng và hậu ấu trùng ăn những sinh vật phù du. Khi ấu trùng đạt 3–4 inch (76–102 mm), chúng chuyển sang ăn các động vật sống ở tầng đáy (ốc sên, ấu trùng côn trùng, vẹm vằn và trai móng tay) mà chúng sẽ tiêu thụ trong suốt quãng đời còn lại.

## Sản phẩm chế biến
Cá này được chế biến bằng cách hun khói, đóng gói chân không và đông lạnh, philê cá này hiện nay thường có bán trong các cửa hàng tạp hóa Bắc Mỹ.

## Hình ảnh

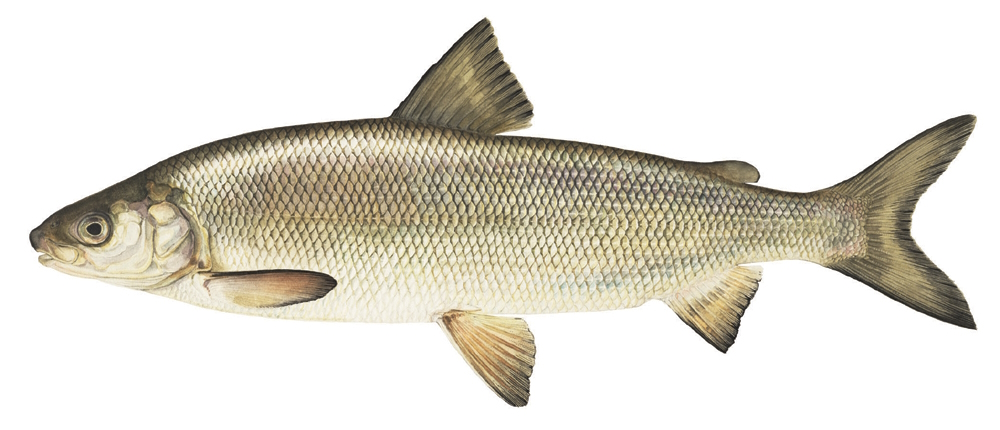
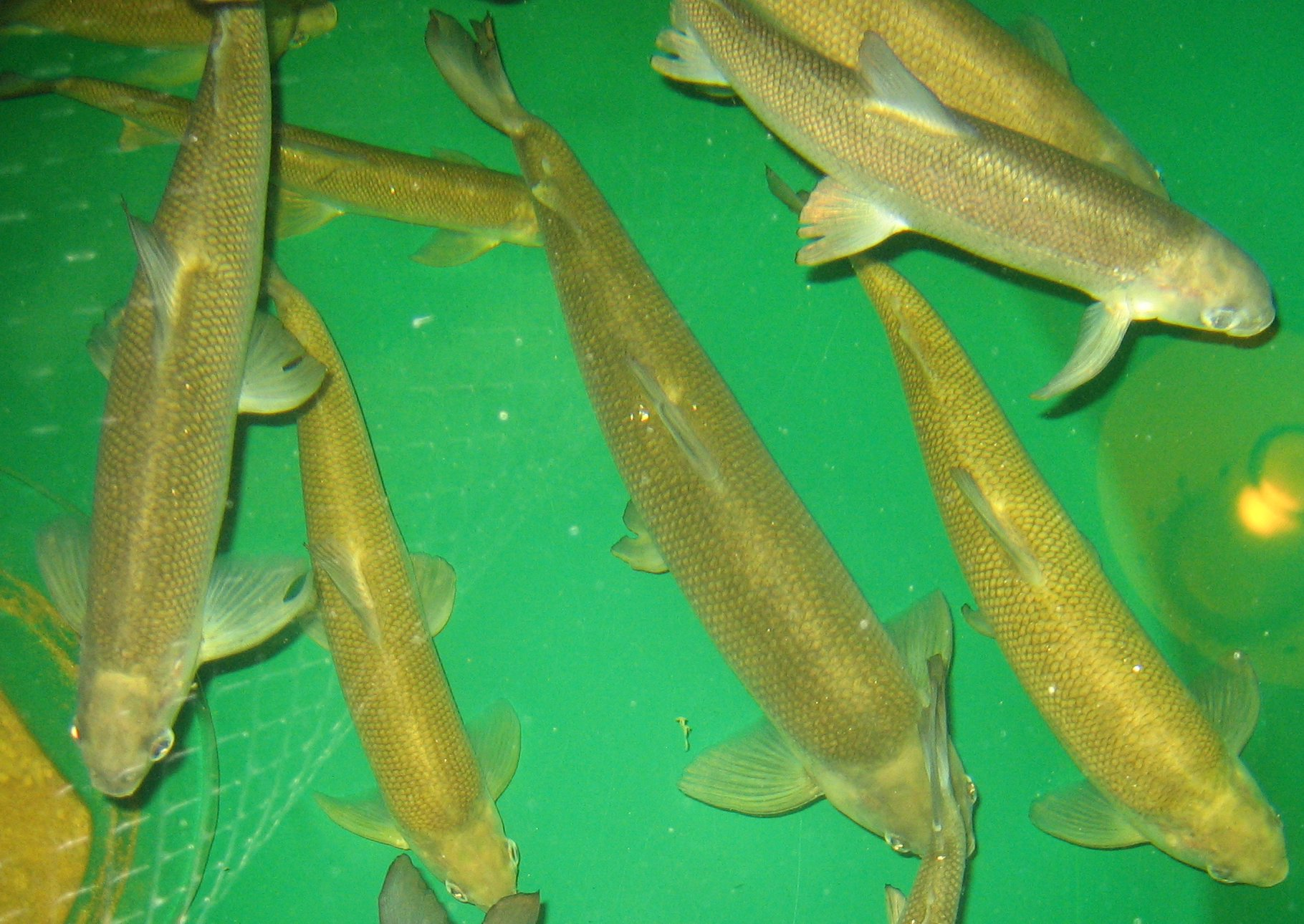
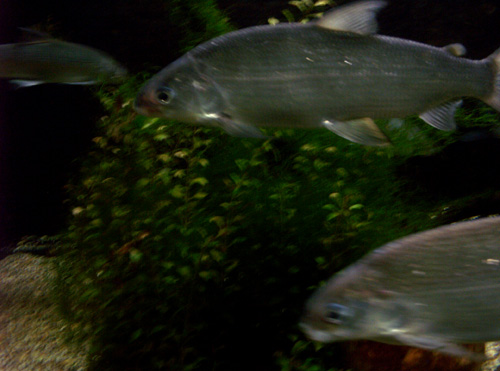
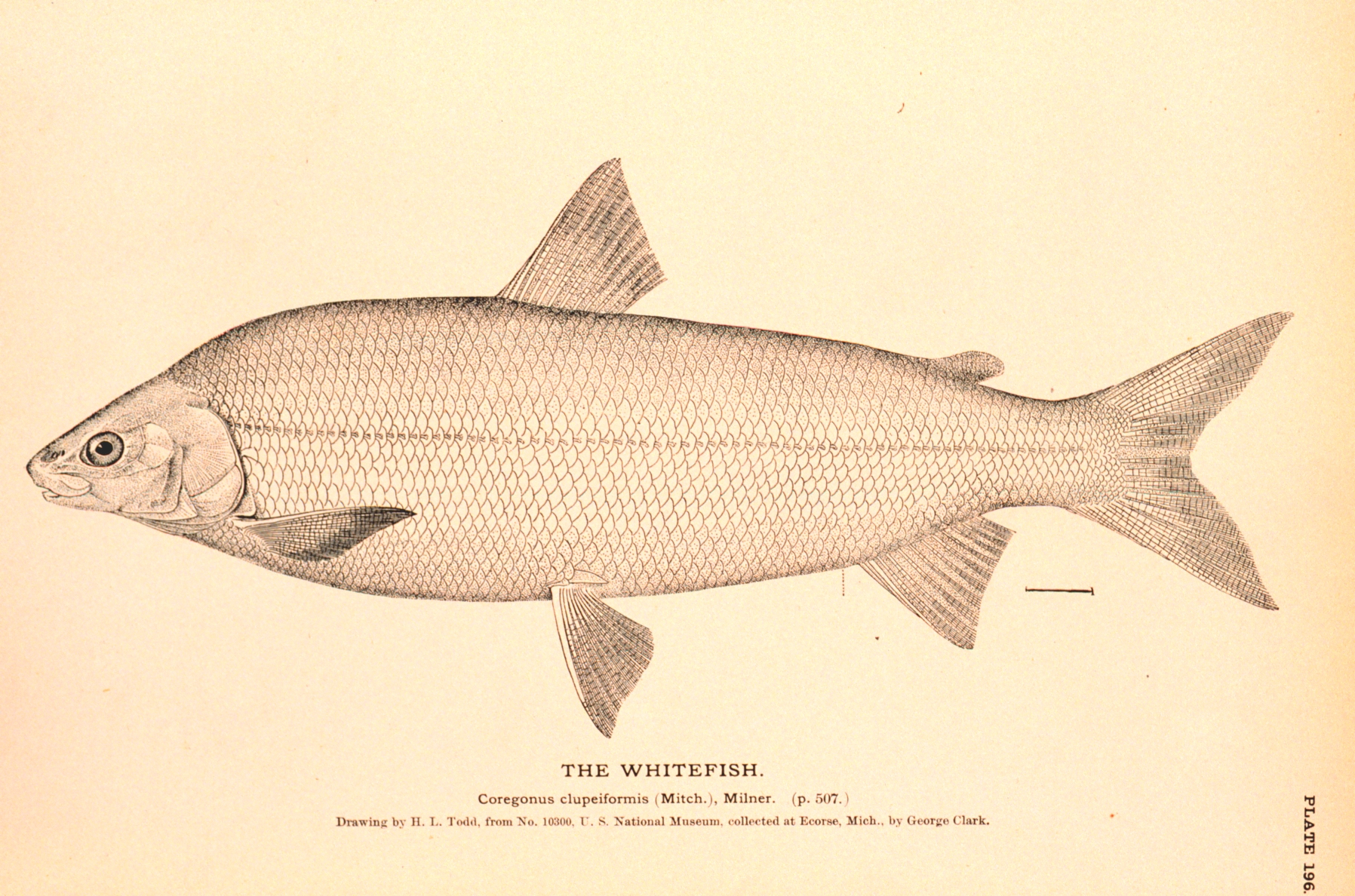